# Anna Ladegaard
Anna Tuxen Ladegaard (14. december 1913 i Aarhus – 16. maj 2000 i København) var en dansk forfatter. Hun blev begravet på Odder valgmenighedskirkegård.
Hun kom på finansloven. Anna Ladegaard blev tildelt boghandlernes prestigefulde pris De Gyldne Laurbær i 1973 for Egoisterne og i 1975 Tagea Brandts Rejselegat.
1952–1953 var hun ansat ved den danske ambassade i Stockholm og flyttede 1953 til Rhodesia (Bulawajo og Salisbury) hvorfra hun 1960 vendte tilbage til Danmark (Vendsyssel), hvor hun siden boede, afbrudt af ophold i Spanien.